# Man uit Cherchen

Xinjiang, de autonome regio Oeigoerië in China.

De man uit Cherchen is een van de beroemdste Tarim-mummies, gevonden in de begraafplaats Zaghunluq bij de stad Qiemo (Cherchen) in de Taklamakan woestijn binnen het Tarimbekken van Xinjiang in Noord-West China. De man uit Cherchen is rond 1000 v.Chr. begraven en heeft europide gezichtskenmerken.

## Ontdekking
Toen dr. Victor Mair, een professor Chinese Studies aan de Universiteit van Pennsylvania, in 1994 het Ürümchi museum  bezocht, was hij zeer verbaasd er mummies aan te treffen met Kaukasische trekken: blanke huid, rood of blond haar, een hoge neusbrug, diepliggende, ronde ogen, lange gestalte en volle baard. De opgraving was verricht door dr. Dolkun Kamberi. Mair besloot daarom het jaar er op met een team terug te komen, waaronder Irene Good en Elizabeth Wayland Barber, gespecialiseerd in de analyse van oude stoffen. 

## Kenmerken
De man uit Cherchen was begraven in tombe twee, samen met drie vrouwen. Een van de vrouwen is waarschijnlijk de moeder van de begraven baby, van nog geen drie maanden, die in tombe een was gevonden. De baby is bekend als 'Blue Bonnet Baby', vanwege de blauwe vilten muts op het hoofd van de baby. Naast de baby werd een beker van koehoorn gevonden en het eerste, bewaarde babyflesje uit de geschiedenis, samengesteld uit een schaapsuier. Blauwachtige stenen bedekten de ogen van de baby. Vlak bij de baby lag een schaapsschedel, een met riet gevuld voorbeen van een paard en het diepere graf van de vier volwassenen. Aan het hoofdeinde van de man lag kruiselings de vrouw uit Cherchen, die net als de man uitstekend geconserveerd is. Van een andere vrouw is slechts het skelet overgebleven. De vrouwen droegen net als de man uit Cherchen witte hertenleren laarzen en paars-roodbruine kleding.
De man uit Cherchen wordt geschat een lengte te hebben gehad tussen de 1,65 en 2 meter. Hij ligt met de handen in zijn schoot en zijn hoofd en knieën opgetrokken. Van een been is de bontgekleurde vilten 'kniekous' te zien van horizontale strepen in de kleuren rood, geel en blauw. Een kinneband hield zijn kaken op elkaar. Bij de vrouw uit Cherchen was die band losgeraakt. De man zou ouder zijn dan vijftig, waarschijnlijk vijfenvijftig jaar. Dat wordt afgeleid van de grijze haren in zijn lichtbruine haar, dat in twee vlechten neerhing. Op zijn gezicht was gele oker aangebracht, wat in verband wordt gebracht met het mummificatieprocedé. Onder de volwassenen was een kanaal voor een luchtruimte gegraven. Het droge klimaat en de zoutlaag waarin ze werden begraven heeft het proces voltooid. Boven hen is een zadel, een bruine overjas en een zwarte ronde pot tussen het losse riet gevonden en de huiden van paarden en wilde buffels.

## Oorsprong
De oudste mummies dateren uit de periode rondom 1800 v. Chr., de jongste rondom 200 na. Chr. In de Bronstijd zijn een aantal migratiegolven het Tarimbekken binnen getrokken. De eerste daarvan moeten sprekers van Tochaars, een Indo-Europese taal, zijn geweest. De oudste mummies worden dan ook aan die groep toegeschreven en hebben een europide oorsprong. De Amerikaanse textieldeskundige Elizabeth Wayland Barber heeft stilistische en technologische overeenkomsten aangetroffen met geweven goederen uit de Hallstattcultuur, een proto-Keltische cultuur in Midden-Europa.
Onderzoek bij andere vindplaatsen heeft aangetoond, dat bij andere mummies de oorsprong gezocht moet worden in relaties met volken in de vallei van de Indus en bij nog latere gedateerde vondsten met populaties uit de vallei van de Oxus. Onderzoek van de mummies van het grafveld van Xiaohe wijst in de richting van een afkomst uit het zuiden van Siberië. Uitkomsten van onderzoek bij later en eerder gedateerde vondsten van mummies kan dus aanzienlijke verschillen in resultaat geven. 